# 1913年のメジャーリーグベースボール
以下は、メジャーリーグベースボール（MLB）における1913年のできごとを記す。
1913年4月9日に開幕し10月11日に全日程を終え、ナショナルリーグはニューヨーク・ジャイアンツが3年連続7度目のリーグ優勝を、アメリカンリーグはフィラデルフィア・アスレチックスが2年ぶり5度目のリーグ優勝であった。
ワールドシリーズはフィラデルフィア・アスレチックスがニューヨーク・ジャイアンツを4勝1敗で破り、1910年から4年間で3度目のシリーズ制覇となった。
1912年のメジャーリーグベースボール - 1913年のメジャーリーグベースボール - 1914年のメジャーリーグベースボール

## できごと
アメリカン・リーグは、フィラデルフィア・アスレチックスが、マッキニス、エディ・コリンズ、フランク・ベイカーの10万ドルの内野陣と言われたメンバーが揃って3割を打ち、フランク・ベイカーは本塁打王と最多打点(打点王として制度化されたのは1920年から)を獲得し、エディ・プランクとチーフ・ベンダーの投手コンビが健在であった。
一方ナショナル・リーグでは、ニューヨーク・ジャイアンツが3年連続優勝し、投手陣もスクリューボールのクリスティ・マシューソン 、速球のルーブ・マーカード、スピットボールのジェフ・テスリューなどの個性豊かな投手陣はジャイアンツの強味であった。
そしてワールドシリーズでは、コニー・マックとジョン・マグローとの3度目の対決となったが、ニューヨーク・ジャイアンツが故障者を多く出し、結局4勝1敗でジャイアンツが敗れた。
- フィラデルフィア・アスレチックスのエディ・プランクはゲティスバーグ・カレッジから1901年にアスレチックスに入団し、以降17年間をコニー・マックのアスレチックスで投げ通した。歴代の左腕投手で勝利数326勝は後のウォーレン・スパーンに続いて2位だが、完封は64で1位である。1913年のワールドシリーズ第5戦ではクリスティ・マシューソン に投げ勝った。（1946年殿堂入り）

### クリスティ・マシューソン
ニューヨーク・ジャイアンツのクリスティ・マシューソン は、この年に68イニングス連続無四球の大リーグ記録を樹立した。また同じ年に306イニングでたった21四球の記録もあり、アスレチックスのコニー・マック監督が「パーフェクト・コントロール」と絶賛したコントロールの良さは卓越したものであった。ただこの年25勝を上げたが奪三振が100を下回り、エースの座はルーブ・マーカードに移りつつあった。そして1916年シーズン中にシンシナティ・レッズに移籍し、その年限りで引退した。通算373勝はメジャーリーグ史上3位、通算防御率2.13は歴代5位の記録で、通算奪三振2502、与四球は844であった。その後第一次大戦に出征し毒ガスの被害を受けて肺を痛め、戻ってきてからジャイアンツのコーチを務めた。しかし結核に罹ったことが判明してからは闘病生活を送った後、1925年に死去。1936年に最初の殿堂入り選手としてタイ・カップやベーブ・ルースらとともに選ばれた。

### ウォルター・ジョンソン
ワシントン・セネタースのウォルター・ジョンソン は、この年に36勝を上げてこの年から4年連続最多勝投手となった。また開幕試合の1回に点を取られたが2回以降相手打線を抑え、それから5月14日のセントルイス・ブラウンズ戦の3回まで、56イニングス無失点を記録した。これはメジャーリーグ記録であるとともに、その後1968年にロサンゼルス・ドジャーズのドン・ドライスデールが68イニングス無失点を記録するまで55年間破られない記録であった。タイ・カッブは「野球で一番嫌なことは何だったか」と記者から質問を受けた時に「ワシントンの球場で夕闇が迫るころにジョンソンと相対することが一番嫌だった。」と答え、「まるっきり球が見えない感じだった。」と答えている。
ジョンソンはこの年に連邦下院議員のロバーツ議員の訪問を受けた。議員は熱烈なファンであったのだが、その時に令嬢を伴っていた。その令嬢のヘイゼルは長身のブロンド美人で、翌年7月に二人は結婚した。やがて二人の間に5人の子どもが生まれた。

### ニューヨークの球団名の変更
同じニューヨークを本拠地とするアメリカン・リーグのニューヨーク・ハイランダースは、それまでヒルトップ・パークを使っていたが、この年からジャイアンツの本拠地ポロ・グランドを使うこととなり、それにあわせて球団名をハイランダースからヤンキースに変更した。同じアメリカン・リーグのボストンがアメリカンズをニックネームとして使い、ニューヨークも1904年頃には「ヤンキース」という言葉が新聞紙上にも使われていた。それを正式な球団名としたのだが、ニューヨークに移った1903年以降、1904年には最終日まで優勝争いに加わり、1903年から1919年までの17年間に2度2位となったが勝率5割以上の年は5回だけであった。暫くはまだ低迷期が続くこととなる。ベーブ・ルースはこの年はまだ故郷ボルチモアの孤児院セントメリー工業学校に寄宿していた。彼がマイナーリーグのインターナショナル・リーグのボルチモア・オリオールズに入団するのは翌1914年である。

### フェデラル・リーグの誕生
1913年3月8日、インディアナポリスでフェデラル・リーグが設立された。前年にシカゴのジョン・Ｔ・パワーズが設立した『コロンビア・リーグ』が経営不振で、そこでパワーズは翌年に新たに6球団からなるフェデラル・リーグを設立する。この6球団はシカゴ、セントルイス、クリーブランド、インディアナポリス、ピッツバーグ、そしてケンタッキー州カヴィンタン(途中でカンザスシティに変わる)をフランチャイズにして、120試合が行われてこの1913年のシーズンはインディアナポリスを本拠地とするインディアナポリス・フージャーズが優勝した。しかしもともとマイナーリーグとして始めたリーグで、選手も元メジャーリーガー、マイナーリーガー、セミプロで技術水準も低く、観客も集まらず、これに失望した球団経営者らが数名の富豪から資金を集め、リーグ会長にジェームス・A・ギルモアが就任して、フェデラル・リーグをメジャーリーグにすべく様々な手を打ち始めた。その富豪の中には石油で財を成したハリー・F・シンクレア、パン製造会社の成功で財を成したロバート・B・ウオードなどがいて、それら富豪たちから集めた資金50万ドルのうち、29万4000ドルを使って、アメリカン・リーグやナショナル・リーグの選手たちを勧誘し、それらの中にはニューヨーク・ジャイアンツのルーブ・マーカード、ワシントン・セネタースのウォルター・ジョンソン 、フィラデルフィア・アスレチックスのエディ・プランク、シカゴ・カブスの「併殺トリオ」の1人でこの年にシンシナチ・レッズへ移籍したジョー・ティンカー、同じシカゴ・カブスのモーデカイ・ブラウンなどの名前が挙がっていた。また球団経営に興味のある実業家の勧誘も始め、その中にはウイリアム・リグレーがいた。
このリーグがメジャーやマイナーリーグの選手と極秘裏に契約を結び、翌1914年にメジャーリーグとして開幕する。

### その他
- 1913年のメジャーリーグ観客動員数　　635万7,805人　(アメリカンリーグ・ナショナルリーグ合計)　　出典：アメリカ・プロ野球史　 81P　 鈴木武樹　著　　三一書房

## 最終成績

### レギュラーシーズン
| 順 | チーム                           | 勝利 | 敗戦 | 勝率 | G差  |
| -- | -------------------------------- | ---- | ---- | ---- | ---- |
| 1  | フィラデルフィア・アスレチックス | 96   | 57   | .627 | --   |
| 2  | ワシントン・セネタース           | 90   | 64   | .584 | 6.5  |
| 3  | クリーブランド・ナップス         | 86   | 66   | .566 | 9.5  |
| 4  | ボストン・レッドソックス         | 79   | 71   | .527 | 15.5 |
| 5  | シカゴ・ホワイトソックス         | 78   | 74   | .513 | 17.5 |
| 6  | デトロイト・タイガース           | 66   | 87   | .431 | 30.0 |
| 7  | ニューヨーク・ヤンキース         | 57   | 94   | .377 | 38.0 |
| 8  | セントルイス・ブラウンズ         | 57   | 96   | .373 | 39.0 |

| 順 | チーム                       | 勝利 | 敗戦 | 勝率 | G差  |
| -- | ---------------------------- | ---- | ---- | ---- | ---- |
| 1  | ニューヨーク・ジャイアンツ   | 101  | 51   | .664 | --   |
| 2  | フィラデルフィア・フィリーズ | 88   | 63   | .583 | 12.5 |
| 3  | シカゴ・カブス               | 88   | 65   | .575 | 13.5 |
| 4  | ピッツバーグ・パイレーツ     | 78   | 71   | .523 | 21.5 |
| 5  | ボストン・ブレーブス         | 69   | 82   | .457 | 31.5 |
| 6  | ブルックリン・スーパーバス   | 65   | 84   | .436 | 34.5 |
| 7  | シンシナティ・レッズ         | 64   | 89   | .418 | 37.5 |
| 8  | セントルイス・カージナルス   | 51   | 99   | .340 | 49.0 |

### ワールドシリーズ
- ジャイアンツ 1 - 4 アスレチックス

| 10/ 7 – | アスレチックス | 6 | - | 4 |  | ジャイアンツ   |
| 10/ 8 – | ジャイアンツ   | 3 | - | 0 |  | アスレチックス |
| 10/ 9 – | アスレチックス | 8 | - | 2 |  | ジャイアンツ   |
| 10/10 – | ジャイアンツ   | 5 | - | 6 |  | アスレチックス |
| 10/11 – | アスレチックス | 3 | - | 1 |  | ジャイアンツ   |

## 個人タイトル

### アメリカンリーグ
| 項目   | 選手                     | 記録 |
| ------ | ------------------------ | ---- |
| 打率   | タイ・カッブ (DET)       | .390 |
| 本塁打 | フランク・ベイカー (PHA) | 12   |
| 打点   | フランク・ベイカー (PHA) | 117  |
| 得点   | エディ・コリンズ (PHA)   | 125  |
| 安打   | ジョー・ジャクソン (CLE) | 197  |
| 盗塁   | クライド・ミラン (WS1)   | 75   |

| 項目   | 選手                         | 記録 |
| ------ | ---------------------------- | ---- |
| 勝利   | ウォルター・ジョンソン (WS1) | 36   |
| 敗戦   | ジム・スコット (CWS)         | 20   |
| 敗戦   | カール・ウェイルマン (SLA)   | 20   |
| 防御率 | ウォルター・ジョンソン (WS1) | 1.14 |
| 奪三振 | ウォルター・ジョンソン (WS1) | 243  |
| 投球回 | ウォルター・ジョンソン (WS1) | 346  |
| セーブ | チーフ・ベンダー (PHA)       | 13   |

### ナショナルリーグ
| 項目   | 選手                       | 記録 |
| ------ | -------------------------- | ---- |
| 打率   | ジェイク・ドーバート (BRO) | .350 |
| 本塁打 | ギャビー・クラバス (PHI)   | 19   |
| 打点   | ギャビー・クラバス (PHI)   | 128  |
| 得点   | マックス・キャリー (PIT)   | 99   |
| 得点   | トミー・リーチ (CHC)       | 99   |
| 安打   | ギャビー・クラバス (PHI)   | 179  |
| 盗塁   | マックス・キャリー (PIT)   | 61   |

| 項目   | 選手                           | 記録 |
| ------ | ------------------------------ | ---- |
| 勝利   | トム・シートン (PHI)           | 27   |
| 敗戦   | ダン・グライナー (STL)         | 22   |
| 防御率 | クリスティ・マシューソン (NYG) | 2.06 |
| 奪三振 | トム・シートン (PHI)           | 168  |
| 投球回 | トム・シートン (PHI)           | 322⅓ |
| セーブ | ラリー・チェニー (CHC)         | 11   |

## 表彰
チャルマーズ賞 (MVP)
- ナショナルリーグ ： ジェイク・ドーバート (BRO)
- アメリカンリーグ ： ウォルター・ジョンソン (WS1)